# Hillsboro (Virginie)
Pour les articles homonymes, voir Hillsboro.
Hillsboro est une municipalité américaine située dans le comté de Loudoun en Virginie.
Selon le recensement de 2010, Hillsboro compte 80 habitants. La municipalité s'étend sur 0,09 mille carré (0,23 km2).
Au milieu du XVIIIe siècle la localité (appelée The Gap) est principalement habitée par des Quakers. L'Assemblée générale de Virginie fonde officiellement la municipalité de Hillsborough en 1802, son nom est raccourci en 1893. Au début du XIXe siècle, le bourg est un centre commercial prospère pour les campagnes alentour. Les nouvelles routes et chemins de fer construits au XIXe siècle ne desservent cependant pas le bourg, qui s'isole peu à peu. Hillsboro est aujourd'hui l'une des plus petites municipalités de Virginie.